# Folkert Velten
Folkert Velten, né le 25 août 1964 à Enter aux Pays-Bas, est un ancien footballeur néerlandais, qui évoluait au poste d'attaquant et qui a joué l'intégralité de sa carrière à l'Heracles Almelo. Il est réputé pour avoir toujours refusé de jouer le dimanche.
Il a fini meilleur buteur du championnat des Pays-Bas de 2e division lors de la saison 1988-1989 avec 24 buts. Une des tribunes du stade d'Heracles, le Polman Stadion, porte son nom.

## Biographie

### Enfance et vie privée
Folkert Velten grandit à Enter dans l'Overijssel où il passe toute sa vie. Enter est un village où la religion a une part très importante dans la vie locale, étant dominé par le pilier protestant. Lors de son enfance, Velten fréquente le temple de l'église réformée néerlandaise le dimanche matin et joue au football chez lui l'après-midi, contre les indications de son père souhaitant le voir aller deux fois dans la journée au culte. Toute sa carrière Velten refuse de prendre part à un match de football le dimanche en raison de sa foi qui lui impose de se reposer le dimanche.

### Enter Vooruit
À 15 ans, il commence à jouer dans les équipes jeunes de l'Enter Vooruit, le club des protestants de son village, où il marque une fois 60 buts en 9 matchs. L'équipe évolue dans le championnat amateur du samedi. Au cours des sept saisons qu'il joue en équipe première dans le club, il marque plus de 150 buts. Lors de la saison 1984-1985, il marque 34 buts en 22 matchs et permet au club d'acquérir sa promotion dans la plus haute division du football amateur. Ses performances attirent l'intérêt de plusieurs clubs professionnels : il réalise cinq jours d'essai au sein du Borussia Mönchengladbach en mai 1987 et reçoit une offre du SC Heerenveen qu'il décline car le club veut le payer moins en raison de son refus de jouer les matchs du dimanche.

### Heracles Almelo
Folkert Velten refuse une première offre pour jouer à Heracles Almelo lorsqu'il a 18 ans. Il signe finalement au club en 1988 lorsqu'Heracles concède à ne jamais le faire jouer le dimanche et déplace l'essentiel de ses matchs le samedi pour le contenter. Il fait sa première apparition sous les couleurs d'Heracles lors d'un match amical face au Real Madrid où il marque au bout de 44 minutes. Dès sa première saison à Heracles, il est meilleur buteur de deuxième division avec 24 buts. À l'issue de la saison 1994-1995, il est nommé meilleur joueur de deuxième division. En décembre 1997, il est victime d'une double fracture à la jambe. Ne retrouvant pas son niveau, il prend sa retraite en 1999 à l'issue d'un match face au FC Twente où il joue cinq minutes.